# لويس إسكوبار
لويس إسكوبار (بالإسبانية: Luis Escobar) (19 مارس 1984 ببارانكيا في كولومبيا - ) هو لاعب كرة قدم كولومبي في مركز الهجوم. لعب مع أونس كالداس وAtlético Chiriquí ‏ وCortuluá ‏ وسبورتينغ سان ميغيليتو وAcademia F.C. ‏ وAtlético de la Sabana ‏ ونادي تاورو ‏.

## وصلات خارجية
- لويس إسكوبار على موقع قاعدة بيانات كرة القدم.إي يو (الإنجليزية)
- لويس إسكوبار على موقع Soccerway.com (الإنجليزية)
- لويس إسكوبار على موقع عالم كرة القدم.نت (الإنجليزية)